# Брихадратха
Брихадратха — последний правитель империи Маурьев с 187 года до н. э. по 180 год до н. э. Он был убит своим «сенапати» (главнокомандующим), Пушьямитра Шунга.

## Правление
Согласно пуранам, Брихадратха наследовал Шатадхану и правил в течение семи лет. Владения Маурьев, сосредоточенные вокруг столицы Паталипутры, со времени правления Ашоки значительно сократились, когда Брихадратха вступил на трон.

## Вторжение Деметрия I
В 180 году до нашей эры, северо-западная Индия (части современного Афганистана и Пакистана) подверглась нападению греко-бактрийского царя Деметрия I. Он установил своё господство в Кабульской Долине и части Пенджаба (современный Пакистан). Юга-пурана, раздел астрономического трактата Гарги-самхиты, говорит, что армия «яванов» (греко-бактрийцев) во главе с царем Дхамамита (Деметрием) вторглась во владения Маурьев во время правления Брихадратхи. После оккупации области Панчала и городов Сакета и Матхура, они наконец захватили Паталипутру. Однако вскоре они были вынуждены вернуться в Бактрию, чтобы сойтись там в жестокой битве (вероятно, между Эвкратидом и Деметрием).

## Узурпация власти Пушьямитрой Шунга
Писатель Банабхатта в своей Харшачарите утверждает, что во время смотра Брихадратхой войск Маурьев Пушьямитра убил своего господина, потому что тот был неспособен сдержать своё обещание (вероятно, отразить «яванов»).